# 阿尔文·哈里森
阿尔文·哈里森（英語：Alvin Harrison，1974年1月20日—），美国男子田径运动员，主攻短跑。他曾代表美国参加1996年和2000年夏季奥林匹克运动会田径比赛，获得一枚金牌和一枚银牌。